# Клас Ері

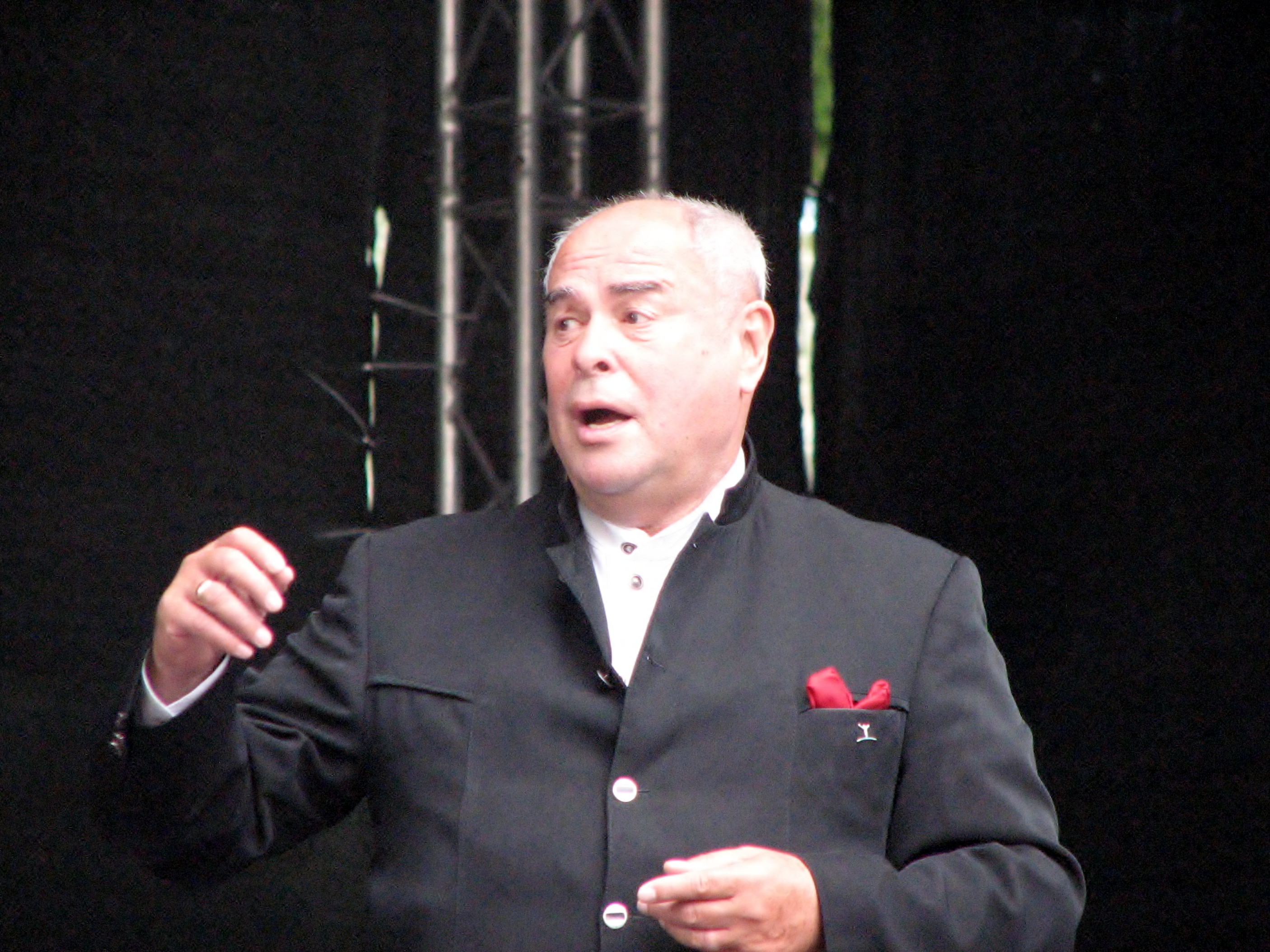
Ері Клас

Ері Клас (нар. 7 червня 1939, Таллінн, Естонія — 26 лютого 2016, там само) — естонський диригент у США та Фінляндії, викладач. Народний артист СРСР (1986).
Диригент Національної опери «Естонія» (1975—1994), Шведської Королівської опери (1985—1990), Симфонічних оркестрів США та Канади (XXI ст.). Працював за контрактами у Большому театрі (1969—1981, м. Москва). У юності — чемпіон з боксу.
Здобув освіту в Талліннській (у класі Густава Ернесакса) та Петербурзькій консерваторіях (1964-67, у класі Ніколая Рабіновича).
Диригував світовими прем'єрами творів класиків естонської музики. Це Арво Пярт, Ейно Тамберг, Вельйо Торміс, Едвард Тубін, Хейно Еллер. Серед записів — твори Ю.Сібеліуса (BIS, Ondine). 1993-97 — викладав диригентську майстерність у Академії імені Сібеліуса (Фінляндія). Диригував світовою прем'єрою балету «Пер Гюнт» Альфреда Шнітке в Гамбурзькій державній опері.